# Heimatgeschichten: Mach mal Pause
Heimatgeschichten: Mach mal Pause ist ein Film aus der Reihe Heimatgeschichten, die vom NDR produziert wurde. Die Erstausstrahlung fand am 25. Dezember 1998 auf N3 statt. Regie führte Monika Zinnenberg.

## Handlung
Die Eltern Maggie und Helmut unternehmen mit ihren Kindern und der Großmutter Ingrid einen Ausflug an die Ostsee. Während der Fahrt bittet Tochter Rebecca um eine Pause. Der Kleinbus hält an einem Rastplatz und die Familie macht eine Rast. Kurz vor dem Ende der Rast sagt Melanie zu Ingrid, dass ihr die Schlange an der Toilette zu lang gewesen sei und sie daher ein Gebüsch aufgesucht habe. Ingrid versteht dies als guten Rat und verschwindet kurz danach allein im Wald. Zu dieser Zeit brechen die anderen auf und lassen Ingrid zurück. 
Als Ingrid wieder zurückkommt, trifft sie auf eine türkische Familie, die sie mitnimmt und sehr freundlich umsorgt. Am Hotel angekommen merkt die Familie, dass Ingrid fehlt und sie machen sich Sorgen, wo sie sein könnte.
Die Situation löst sich nach einiger Zeit auf und Ingrid und die anderen sind wieder glücklich vereint.